# Албанија на Летњим олимпијским играма 2008.
Албанији је ово било шесто учешће на Летњим олимпијским играма. Албанска делегација, је на Олимпијским играма 2008. у Пекингу била најбројнија у историји албанске нације на играма. Албанија је била заступљена са 11 учесника од који су били 7 мушкарца и 4 жене у 6 спортова. Најстарији учесник у екипи била је такмичарка у стрељаштву Линдита Кодра (46), а најмлађи је био пливач Сидни Хоџа са 16 година.
Албански олимпијски тим је био у групи екипа које нису освојиле ниједну медаљу.
Заставу Албаније на свечаном отварању Олимпијских игара 2008. носио је рвач Сахит Призрени.

## Учесници по спортовима
| Спорт         | Мушкарци | Жене | Укупно |
| ------------- | -------- | ---- | ------ |
| Атлетика      | 1        | 1    | 2      |
| Дизање тегова | 2        | 1    | 3      |
| Пливање       | 1        | 1    | 2      |
| Рвање         | 2        | 0    | 2      |
| Стрељаштво    | 0        | 1    | 1      |
| Џудо          | 1        | 0    | 1      |
| Укупно(6)     | 7        | 4    | 11     |

## Атлетика

### Мушкарци
Техничке дисциплине
| Атлетичар Лични рекорд | Дисциплина     | Квалификације | Квалификације | Квалификације | Квалификације | Финале           | Финале           | Финале           | Финале           | Финале           | Финале           | Финале           | Финале | Детаљи |
| Атлетичар Лични рекорд | Дисциплина     | 1 покушај     | 2 покушај     | 3 покушај     | Место         | 1 круг           | 2 круг           | 3 круг           | 4 круг           | 5 круг           | 6 круг           | Најбољи резултат | Место  | Детаљи |
| ---------------------- | -------------- | ------------- | ------------- | ------------- | ------------- | ---------------- | ---------------- | ---------------- | ---------------- | ---------------- | ---------------- | ---------------- | ------ | ------ |
| Доријан Чолаку 76,96   | Бацање кладива | 69,14         | 69,84         | 70,98         | 28/33         | Није се пласирао | Није се пласирао | Није се пласирао | Није се пласирао | Није се пласирао | Није се пласирао | 70,98            | 28     |        |

### Жене
Тркачке дисциплине
| Атлетичарка Лични рекорд | Дисциплина | Група    | Група | Четвртфинале | Четвртфинале | Полуфинале        | Полуфинале        | Финале            | Финале            | Детаљи |
| Атлетичарка Лични рекорд | Дисциплина | Резултат | Место | Резултат     | Место        | Резултат          | Место             | Резултат          | Место             | Детаљи |
| ------------------------ | ---------- | -------- | ----- | ------------ | ------------ | ----------------- | ----------------- | ----------------- | ----------------- | ------ |
| Колодијана Шаља 52,86    | 400 м      | 54,84    | 46/51 |              |              | Није се пласирала | Није се пласирала | Није се пласирала | Није се пласирала |        |

## Дизање тегова

### Мушкарци
| Текмичар       | Дисциплина | Трзај    | Трзај   | Избачај      | Избачај      | Укупно       | Пласман      | Детаљи |
| Текмичар       | Дисциплина | Резултат | Пласман | Резултат     | Пласман      | Укупно       | Пласман      | Детаљи |
| -------------- | ---------- | -------- | ------- | ------------ | ------------ | ------------ | ------------ | ------ |
| Герт Треша     | -69 kg     | 136      | -       | Није завршио | Није завршио | Није завршио | Није завршио |        |
| Ерканд Ћеримај | -77 kg     | 154      | 12      | 187          | 13           | 341          | 13           |        |

### Жене
| Текмичар     | Дисциплина | Трзај    | Трзај   | Избачај  | Избачај | Укупно | Пласман | Детаљи |
| Текмичар     | Дисциплина | Резултат | Пласман | Резултат | Пласман | Укупно | Пласман | Детаљи |
| ------------ | ---------- | -------- | ------- | -------- | ------- | ------ | ------- | ------ |
| Ромела Бегај | - 58 kg    | 98       | =3      | 118      | 7       | 216    | 6       |        |

## Пливање

### Мушкарци
| Пливач     | Дисциплина    | Група | Група   | Полуфинале       | Полуфинале       | Финале           | Финале           | Детаљи |
| Пливач     | Дисциплина    | Време | Пласман | Време            | Пласман          | Време            | Пласман          | Детаљи |
| ---------- | ------------- | ----- | ------- | ---------------- | ---------------- | ---------------- | ---------------- | ------ |
| Синди Хоџа | 50 м слободно | 24,56 | 63/97   | Није се пласирао | Није се пласирао | Није се пласирао | Није се пласирао |        |

### Жене
| Пливач       | Дисциплина    | Група | Група   | Полуфинале        | Полуфинале        | Финале            | Финале            | Детаљи |
| Пливач       | Дисциплина    | Време | Пласман | Време             | Пласман           | Време             | Пласман           | Детаљи |
| ------------ | ------------- | ----- | ------- | ----------------- | ----------------- | ----------------- | ----------------- | ------ |
| Ровена Марку | 50 м слободно | 28,15 | =58/90  | Није се пласирала | Није се пласирала | Није се пласирала | Није се пласирала |        |

## Рвање

### Мушкарци
| Рвач           | Дисциплина          | Квалификације      | Осмина финала                           | Четвртфинале                        | Полуфинале         | Финале             | Репасаж 1 коло     | Репасаж 2 коло                        | Бронзана медаља    |                  |
| Рвач           | Дисциплина          | Противник Резултат | Противник Резултат                      | Противник Резултат                  | Противник Резултат | Противник Резултат | Противник Резултат | Противник Резултат                    | Противник Резултат |                  |
| -------------- | ------------------- | ------------------ | --------------------------------------- | ----------------------------------- | ------------------ | ------------------ | ------------------ | ------------------------------------- | ------------------ | ---------------- |
| Елис Гури      | -96 kg грчко-римски | Слободан           | Gaber Ibrahim Египат Поб. 4-2, 2-1, 1-1 | Englich Немачка 'Пор. 1-1, 6-0, 1-1 | Није се пласирао   | Није се пласирао   |                    | Han Јужна Кореја · Пор. 1-1, 1-1, 3-1 | Није се пласирао   |                  |
| Сахит Призрени | -60 kg слободно     | слободан           | Bazarguruev Киргистан Пор. 1-0, 2-0     | Није се пласирао                    | Није се пласирао   | Није се пласирао   | Није се пласирао   | Није се пласирао                      | Није се пласирао   | Није се пласирао |

## Стрељаштво

### Жене
| Стрелац       | Дисциплина           | Квалификација | Квалификација | Финале            | Финале            | Плаасман | Детаљи |
| Стрелац       | Дисциплина           | Резултат      | Пласман       | Резултат          | Укупно            | Плаасман | Детаљи |
| ------------- | -------------------- | ------------- | ------------- | ----------------- | ----------------- | -------- | ------ |
| Линдита Кодра | 10 м ваздушни пиштољ | 370           | 40            | Није се пласирала | Није се пласирала | 40/44    |        |
| Линдита Кодра | 25 м пиштољ          | 570           | 35            | Није се пласирала | Није се пласирала | 35/41    |        |

## Џудо

### Мушкарци
| Такмичар      | Дисциплина | Квалификације                 | 1 коло (32)       | 2 коло (16)        | Четвртфинале       | Полуфинале         | 1 коло репасаж    | Четвртфинале репасаж | Полуфинале репасаж | Финал            |
| Такмичар      | Дисциплина | Противник Резултат            | Противнк Резултат | Противник Резултат | Противник Резултат | Противник Резултат | Противнк Резултат | Противник Резултат   | Противник Резултат | Пласман          |
| ------------- | ---------- | ----------------------------- | ----------------- | ------------------ | ------------------ | ------------------ | ----------------- | -------------------- | ------------------ | ---------------- |
| Едмонд Топали | Слободан   | Нето Португал Пор. 1001/00001 | Није се пласирао  | Није се пласирао   | Није се пласирао   | Није се пласирао   | Није се пласирао  | Није се пласирао     | Није се пласирао   | Није се пласирао |